# Romániai Magyar Népközösség
A Romániai Magyar Népközösség a 20. század negyedik évtizedének végén – viszonylag rövid átmeneti ideig – a romániai magyar kisebbség egyetlen országos érdekképviseleti szerve volt.

## Megalakulásának előzményei
Megalakulásának közvetlen előzménye az volt, hogy 1938. január 18-án feloszlatták a román parlamentet, március 31-én pedig az összes politikai pártot, köztük az 1922-ben megalakult Országos Magyar Pártot, mely addig több éven keresztül egyetlen magyar parlamenti pártként képviselte az bukaresti országgyűlésben a magyar kisebbség érdekeit.
Ezután már csak egyetlen politikai párt működhetett: a Nemzeti Újjászületés Frontja (románul: Frontul Renașterii Naționale).
Az új román alkotmány szerint az eddigi pártképviseleti rendet felváltja a rendi képviselet. Vagyis a terv az volt, hogy az 1939-es választásokat követően az új román országgyűlés a már a rendek, azaz a földmívesek, a munkások, az iparosok, a kereskedők és a szellemi munkások képviseletéből fog állni. A Nemzeti Újjászületés Frontja képviseli majd a kormány előtt az állampolgárok és az egyes foglalkozási ágak érdekeit. Kívánságait ugyancsak a Front adja a kormány tudomására.
A Nemzeti Újjászületés Frontjának megalakításáról szóló rendelettörvény arra kívánta kényszeríteni a nemzeti kisebbségeket, hogy helyet foglaljanak a román állampártban és véglegesen lemondjanak eddigi saját politikai szervezeteikről. Ugyanez a törvény viszont biztosítja a Frontba beiratkozott kisebbségeket arról, hogy „saját alosztályokat alakíthatnak, és ezen alosztályok révén, szabadon gyakorolják mindazokat a jogokat, amelyeket az érvényes törvények biztosítanak számukra”.
Mivel 1922-óta az Országos Magyar Párt a romániai magyarok egyetlen önálló parlamenti képviseleti szerve volt, ezért fennállt annak a veszélye, hogy magyar kisebbség önálló, független politikai/társadalmi érdekképviselet nélkül marad.
1938 augusztusában magyar kisebbségi politikusok (Bánffy Miklós gróf, Szász Pál, Bethlen György gróf, Gyárfás Elemér) egyezményt írtak alá Calinescu Armand román belügyminiszterrel. Ennek lényege: A román polgárságú magyarok testületileg részt vesznek a Nemzeti Újjászületés Frontjában.

## A Romániai Magyar Népközösség megalakulása
Az 1939. január 17-én a fent említett magyar kisebbségi politikusok Bukarestben újabb megállapodást kötöttek a román kormánnyal. Az egyezmény értelmében a kormány a romániai magyarság számára két egymástól teljesen különálló szervezet megalakítását engedélyezte.
Az egyik a Nemzeti Újjászületés Frontjának Magyar Alosztálya, amelyben kizárólag politikai tevékenységnek van helye.
A másik a Romániai Magyar Népközösség, amelyben tilos mindennemű politikai megnyilatkozás. Tagjai kizárólag kulturális, gazdasági és szociális tevékenységet fejthetnek ki.
A Romániai Magyar Népközösség 1939. február 11-én Kolozsvárott tartotta meg alakuló ülését Bánffy Miklós vezetésével.
A szervezést egyrészt a fiatalabb magyar közéleti generáció (Bánffy Miklós, Szász Pál, Jósika János, Konopi Kálmán, Mikó Imre, Szentkereszty Béla, Teleki Ádám, Teleki Ernő, Kemény János, Tamási Áron, Jelen Gyula, Szolnoky Gyula), másrészt a magyar történelmi egyházak élére került új püspökök (Márton Áron katolikus, Vásárhelyi János, Varga Béla unitárius püspök) végezték.
A kortárs Albrecht Dezső politikai újságíró kissé patetikus, de jó összefoglalását adta annak, hogy a Népközösség munkatársai mit tekintettek elérendő céloknak és végrehajtandó feladatoknak:
„a) végrehajtani azokat a munkákat, amelyeket közművelődési, gazdasági vagy társadalmi síkon a Népközösség végezni kíván;
b) teljes erejükből támogatni az egyházak és iskolák munkáját;
c) megszervezni a kölcsönös segély és segítség lehetőségeit;
d) megteremteni a közösségbe való bevonás, az együvé tartozás éreztetése és a közös célok öntudatosítása útján a legteljesebb lelki egységet.
Ez az utóbbi pont tulajdonképpen a társadalmi munka második alapfeltétele. Mert nyilvánvaló, hogy minden szervezet halott és munkára képtelen marad addig, míg a bennlevők nem éreznek egymással közösséget, míg nem hatja át őket az együvé tartozás bajtársi melege, míg boldog öntudattal nem vállalják a közös célok szolgálatát, míg nem ismerik fel azt, hogy mindnyájan magyarok, s mint ilyenek mindnyájan az elkötelezés stigmáját hordozzák. Ha ez a lelkiség nincs meg, vagy nem tudjuk megteremteni neveléssel és a jobbak forradalmával – úgy hiábavaló minden munka, melyet a szervezeti keretek létrehozására áldozunk.”

## Alapszabály és szakosztályok
A szervezet működését meghatározó alapszabály elfogadására azonban viszonylag későn, csak 1939. július 10-én került sor. Az alapszabály szerint a Népközösség a román állampolgárságú magyarok összessége. „a romániai magyarság egyetemének általános nemzeti képviselete és népi munkaközössége”. Célja „kulturális, gazdasági és szociális téren a Romániában élő magyarok egységes képviselete, érdekeinek megóvása és előmozdítása. Ennélfogva feladata keresztény szellemben ápolni a magyar kultúrát, megvédeni és kielégíteni a magyar nép gazdasági érdekeit és szociális szükségleteit.”
A magyarság társadalmi életének megszervezésére szakosztályokat hoztak létre. Ezek végezték a tényleges napi szervezőmunkát.
Bánffy Miklós gróf a központi ügyek intézésére a következő munkatársakat kérte fel:
A közművelődési szakosztály élére Szász Pált, a szociális osztály élére Kós Károlyt és a központi iroda vezetésére Grois László dr.-t.
A közművelődési szakosztály keretében a kulturális egyesületek ügyeit Kemény János báró, a Dalos-szövetségét Inczédy-Joksman Ödön dr., az irodalmiakat Tamási Áron, a színészetieket Jelen Gyula dr., a testnevelés ügyeit pedig Máriaffi Lajos vállalták.
A gazdasági szakosztály vezetőinek helyettese Telegdy László lett. E szakosztály keretében a magyar iparosság dolgait Teleki Ádám gróf, a kereskedelmi és közgazdasági ügyeket Teleki Ernő gróf intézték. A még idetartozó szövetkezeti és biztosítási alosztályok vezetésérő később döntöttek.

## A Népközösség társadalomszervező tevékenysége és elért eredményei
A Népközösség szervezői legfontosabb feladatuknak azt tartották, hogy az újonnan létrejött szervezet ne maradjon meg kisszámú értelmiség ügyének. Arra törekedtek, hogy a Népközösség közösség-teremtő és közösség-nevelő intézmény legyen.
Szorgalmazták az úgynevezett szomszédsági vagy tízes szervezet létrehozását, amely a szolidaritás elvére épülő társadalmi nyilvántartó rendszer volt. A régi székely tízes szervezet alapján 5-30 család alkotott egy szomszédságot, ezek vezetője a tizedes volt. 10-20 ilyen szomszédság egy főtized alatt egyesült, és kerületet alkotott. A gazdagabb kerületek segítették a szegényebbeket, az önként felajánlott tagdíjakból támogatták a rászorulókat.
1940 augusztusára Kolozsváron ez a törekvés többé-kevésbé sikerrel járt: a tizedes vagy szomszédsági szervezet (melyet ekkor már Kolozsvári Tízes Szervezet néven is emlegettek) annak ellenére tömörítette Kolozsvár magyar társadalmát, hogy a román hatóságok gyanakvással figyelték a szervező munkát. A város 50 ezer magyar lakosából mintegy 30 ezret sikerült bevonni a szervezetbe. A Népközösség sokat különösen sokat tett a szociális- és egészségügy, valamint a kultúra és a jogvédelem terén. Egyöntetű a visszaemlékezők véleménye arról, hogy a Népközösség itteni sikere egyfelől a református egyház, különösen pedig László Dezső belvárosi lelkész támogatásának, másfelől - és elsősorban - a komoly cserkészvezetői múlttal rendelkező Puskás Lajos tanár aktivitásának volt köszönhető.
A Népközösség munkájának fontos eredménye volt, hogy sikerült elérnie a magyar szociáldemokrata munkásság integrálását. A munkásság vezetői a Népközösség vezető tanácsában is helyet kaptak. - Az Erdélyi Magyar Gazdasági Egyesület (EMGE) Szász Pál vezette, több mint 40 ezer gazdálkodót tömörítő szervezete pedig a földművelő magyarságot hozta a Népközösségbe. Az EMGE tanfolyamokat rendezett a falusi lakosság részére, megismertette őket az új mezőgazdasági módszerekkel és technikákkal, vetőmaghoz juttatta őket és segítséget nyújtott az állatállomány megújításához is.) - A magyar kisiparosokat az Országos Magyar Iparos Egyesület létrehozásával (1940. január) szervezték meg. Ez az időszak adott lehetőséget olyan baloldali személyiségek bekapcsolódására a magyar közélet vezetésébe, mint Takács Lajos és Kurkó Gyárfás.

## A Népközösség a második bécsi döntést követően
A második bécsi döntés, illetve Észak-Erdély Magyarországhoz történő visszacsatolása után a Népközösség tevékenysége mind a magyar mind a román területeken visszaszorult. Romániában ugyan hivatalosan továbbra is egyetlen képviseleti szerve maradt a magyar kisebbségnek, de működését annyira korlátozták, hogy gyakorlatilag csak karitatív munkát végezhetett. Magyar területen pedig a katonai közigazgatás nem nézte jó szemmel a működését, elsősorban a román Nemzeti Újjászületés Frontjával való korábbi kapcsolata miatt. Ezért a szervezet korábbi munkatársai eleinte az Erdélyrészi Magyar Szomszédságok Szervezete, később Erdélyi Magyar Szövetség néven próbálták a társadalomszervezési munkájukat tovább folytatni.
Több városban is tettek kísérleteket a tízes rendszer vagy a szomszédsági szervezet fenntartására, mégis, Kolozsvár kivételével mindenütt elhalt a kezdeményezés.